# Хроніки Чорного загону
Чорна рота (англ. The Black Company) — десятитомний роман у жанрі темного фентезі, написаний американським письменником Ґленом Куком у період з 1984 по 2000 роки. Сага розповідає про пригоди загону військових найманців протягом кількох десятиліть. 
Права на серію викупило українське артвидавництво «NEBO», про що повідомило у своїх соціальних мережах (https://t.me/nebobooks/4228).

## Світ

### Поневолення
Світ Чорної Роти формується подіями, які сталися задовго до початку першого роману. Видатний і надзвичайно жорстокий маг, на ім'я Поневолювач, створив величезну за масштабами Імперію. У цьому йому допомогли його дружина, чаклунка Пані, і десять суперників, які були поневолені (можна просто "Зневолені"). Зрештою Імперія упала під час повстання на чолі з Білою Трояндою. Не будучи достатньо сильною, щоб убити їх, Біла Троянда лише поховала колишніх тиранів заживо в Курганній Землі під могутніми чарами, які не дозволяли їм вибратися на свободу.
Значно пізніше чарівник на ім'я Боманц, сам того не бажаючи, визволив Пані і десять Зневолених. Однак Пані закрила свого чоловіка у Великому Кургані, не давши йому вибратися на волю. Пані відновила імперію, проте її правління було менш свавільним, ніж Поневолювача.

## Серія "Хроніки Чорної Роти"

### Книги Півночі
Дії відбуваються у фантастичному світі, на півночі від Моря Страждань, що розділяє північну і південну частини материка. Рота на службі Імперії, потім дезертує і стає ядром бунтівників, прихильників Білої Троянди. 

#### Чорна Рота (The Black Company) травень 1984
Перша книга серії. Розповідь іде від Воркотуна (англ. Croaker), штатного лікаря Роти. Розповідається про вступ Чорної Роти на службу Пані, боротьбу з повстанцями, і завершується фінальною баталією під час облоги повстанцями столиці Імперії, Чарів.

#### Тіні Згущуються (Shadows Linger) жовтень 1984
Минуло кілька років після битви під Чарами, проте загроза для Імперії не подолана. Чорна Рота винищує залишки бунтівників, але його терміново передислоковують в Арчу, місто за межами Імперії, де знаходиться дезертир Ворон, який оберігає юну Білу Троянду. Спроби Поневолювача, чоловіка Пані, відкрити портал в світ закінчуються невдачею, завдяки зусиллям Чорної Роти, зокрема. Рештки Чорної Роти дезертують і переходять на бік Білої Троянди. Гине Капітан, на його місце обирається Лейтенант. Написана від імені Воркотуна, лікаря і літописця Роти.

## Члени Роти
Члени Роти носять прізвиська, дані при вступі до Гвардії, а не справжні імена. Ніхто не називає справжніх імен тому що в більшості найманців проблеми з законом на батьківщині.

### Північна Кампанія
- Капітан — лідер Загону.
- Лейтенант — заступник капітана, видатний інженерний технік.
- Воркотун — основний лікар і літописець Загону. За рангом — офіцер.
- Мовчун — чарівник середнього рівня, названий так через те що постійно мовчить, хоча він не є німим.
- Ґоблін — чарівник середнього рівня, названий так через свою щуплу статуру і жаб'ячу посмішку.
- Там-там — чарівник середнього рівня, названий так через те, що він постійно відкарбовує ритм на наплічному барабані. Брат Одноокого.
- Одноокий — Чарівник середнього рівня з пов'язкою на оці. Брат Там-Тама.
- Елмо — сержант і найкращий друг Дока.
- Мурген — прапороносець.
- Ворон — північний рекрут. У минулому значна особа в Імперії. Названий батько Любоньки, нового втілення Білої Рози.
- Шишка — ветеран, видатний боєць. Названий так через свою лінь.
- Марон Шед — власник корчми в Джуніпері.

### Південна Кампанія
- Воркотун - капітан і літописець.
- Леді - лейтенант. Автор кількох частин літопису.
- Мурген - прапороносець. Пізніше стає літописцем.
- Клетус, Лофтус, Лонгінус - військові інженери.
- Могаба, Сіндей, Очиба - нари.
- Дрімота - жінка-солдат. Автор одного тому літопису.
- Одноокий і Ґоблін - чаклуни.

### Кампанія Сяючих Каменів
- Дрімота - капітан.
- Суврін - лейтенант (пізніше капітан).
- Воркотун - літописець.
- Тобо - талановитий чаклун. Син Мургена.
- Аркана і Шукрат - маги.

## Десятеро Зневолених
Багато століть тому Поневолювач зневолив десять великих магів і зробив їх своїми рабами. Переможені зазвичай з'являються в масках, оскільки, перебуваючи похованими під землею, їхні тіла почали гнити. Переможені зазвичай носять вбрання одного тону і в кожного він свій. Воркотун зауважив, що серед поневолених є три жінки, але через маски та вбрання неможливо розібрати хто саме.
- Душекрад - сестра Пані. Непримиримий ворог Кульгавого.
- Перевертень - маг, який змінює свій вигляд. Союзник Душекрада проти Кульгавого.
- Кульгавий - чи не найсильніший з Переможених, але прямолінійний і дуже жорстокий.
- Завивач - чаклун, який не може стримувати крик через різні проміжки часу. Майстер летючих килимів.
- Грозовиця - чарівниця, коник якої в управлінні природними стихіями - бурями і грозами.
- Кісткожуй - величезний восьмифутовий (240 см) чоловік з неймовірною силою.
- Повішений - маг зі зламаною шиєю і слідами від петлі на шиї.
- Місяцежер
- Безликий - маг з понівеченим лицем.
- Нічний жах